# Centrum e-Zdrowia
Centrum e-Zdrowia (CeZ) – państwowa jednostka budżetowa podległa Ministrowi Zdrowia. Obszarem jej działania jest rozwój systemów informacyjnych ochrony zdrowia. Do sierpnia 2020 roku Centrum funkcjonowało pod nazwą Centrum Systemów Informacyjnych Ochrony Zdrowia (CSIOZ).

## Przedmiot działalności
Przedmiotem działalności Centrum e-Zdrowia jest:
- realizacja zadań z zakresu budowy społeczeństwa informacyjnego, obejmujących organizację i ochronę zdrowia oraz wspomaganie decyzji zarządczych ministra właściwego do spraw zdrowia na podstawie prowadzonych analiz;
- monitorowanie planowanych, budowanych i prowadzonych systemów teleinformatycznych, na poziomie centralnym i regionalnym, w zakresie ich komplementarności i kompatybilności z systemami teleinformatycznymi planowanymi, budowanymi lub prowadzonymi przez Centrum, w tym prowadzenie analiz, ekspertyz i udzielanie niezbędnego doradztwa;
- realizacja zadań wspierających rozwój systemów teleinformatycznych, w szczególności z zakresu ochrony zdrowia, w tym prowadzenie analiz i projektów, które umożliwiają podejmowanie działań prowadzących do poprawy jakości usług medycznych i optymalizacji wykorzystania środków finansowych przeznaczonych na ochronę zdrowia, a także projektowanie i monitorowanie funkcjonowania systemów informacyjnych w ochronie zdrowia, w tym dotyczących usług medycznych;
- prowadzenie badań statystycznych w ochronie zdrowia, w tym w zakresie określonym w przepisach wydanych na podstawie art. 31 ustawy z dnia 29 czerwca 1995 r. o statystyce publicznej (Dz.U. z 2024 r. poz. 1799) oraz koordynacja i zbieranie oraz analizowanie danych, na użytek polityki zdrowotnej ministra właściwego do spraw zdrowia oraz statystyki publicznej, gromadzonych w jednostkach organizacyjnych w tym w podmiotach leczniczych, instytutach badawczych, jednostkach akademickich oraz Narodowym Funduszu Zdrowia;
- realizacja zadań administratora systemu w przypadkach określonych w ustawie z dnia 28 kwietnia 2011 r. o systemie informacji w ochronie zdrowia (Dz.U. z 2023 r. poz. 2465) lub innych aktach prawnych;
- zapewnienie funkcjonowania systemu teleinformatycznego rejestru podmiotów wykonujących działalność leczniczą zgodnie z art. 106 ust. 2 ustawy z dnia 15 kwietnia 2011 r. o działalności leczniczej (Dz.U. z 2023 r. poz. 991) oraz innych systemów, w przypadkach określonych w aktach prawnych;
- prowadzenie, w zakresie wskazanym przez ministra właściwego do spraw zdrowia, kontroli w zakresie prawidłowości funkcjonowania systemów teleinformatycznych;
- realizacja innych zadań zleconych przez ministra właściwego do spraw zdrowia.

## Projekty
Aktualne realizowane projekty w Centrum:
- „Elektroniczna Platforma Gromadzenia, Analizy i Udostępniania Zasobów Cyfrowych o Zdarzeniach Medycznych” (P1)
- System informatyczny rezydentur

Zakończone projekty:
- „Platforma Udostępniania On-Line Przedsiębiorcom Usług i Zasobów Cyfrowych Rejestrów medycznych” (P2)
- „Poprawa jakości zarządzania w ochronie zdrowia poprzez popularyzację wiedzy na temat technologii ICT” (P3)
- „Dziedzinowe systemy teleinformatyczne systemu informacji w ochronie zdrowia” (P4)
- Zozmail
- Projekt transform
- Krajowy rejestr dawców krwi
- System obsługi importu docelowego
- System obsługi list refundacyjnych
- Krajowy rejestr operacji kardiochirurgicznych
- Instrument oceny wniosków inwestycyjnych w sektorze zdrowia

W ramach projektu P2 dostarczona została Platforma Rejestrów Medycznych, która jest centralnym miejscem, w którym zgromadzone są informacje z szeregu rejestrów funkcjonujących w systemie ochrony zdrowia. 
- Rejestr Podmiotów Wykonujących Działalność Leczniczą[4]
- Rejestr Aptek[5]
- Rejestr Hurtowni Farmaceutycznych[6]
- Rejestr Produktów Leczniczych[7]
- Lista Surowców Farmaceutycznych[8]
- Centralny Rejestr Farmaceutów[9]
- Rejestr Diagnostów Laboratoryjnych[10]
- Rejestr Ośrodków i Banków[11]
- Rejestr Systemów Kodowania[12]

## Klasyfikacje
Dla zapewnienia interoperacyjności CeZ dba o aktualność polskich tłumaczeń klasyfikacji medycznych, udostępnia je za pomocą narzędzia Webservice w ramach Rejestru Systemów Kodowania
- ICD-10 – Międzynarodowa statystyczna klasyfikacja chorób i problemów zdrowotnych
- ICF – Międzynarodowa klasyfikacja funkcjonowania, niepełnosprawności i zdrowia
- ICNP – Międzynarodowa klasyfikacja praktyki pielęgniarskiej
- Snomed CT – systematized nomenclature of medicine – clinical terms
- ATC – klasyfikacja anatomiczno-terapeutyczno-chemiczna
- LOINC – nazwy i kody logicznych identyfikatorów obserwacji